# 2000 Guineas Stakes

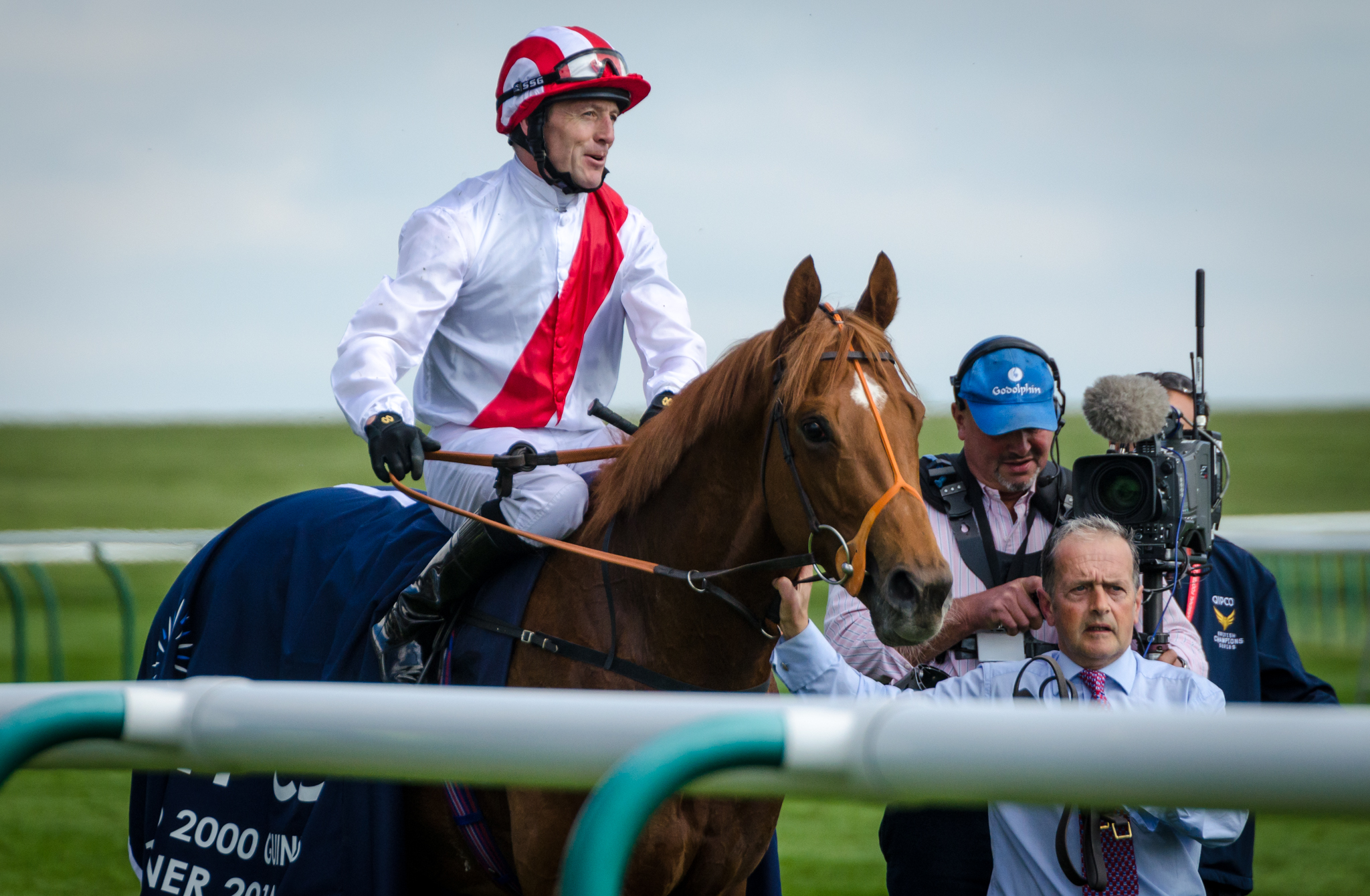
Night of Thunder, nach dem Sieg 2014

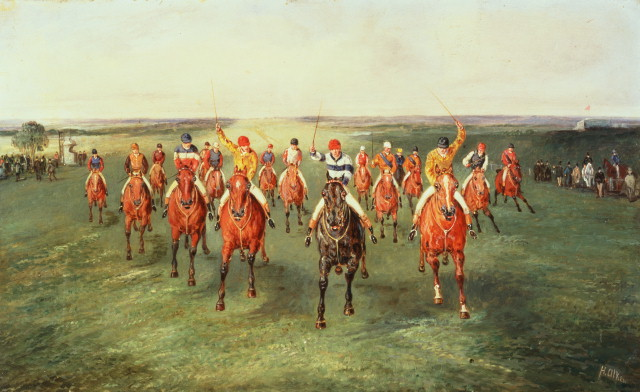
The Finish of the Two Thousand Guineas at Newmarket, Samuel Henry Alken

Das 2000 Guineas Stakes ist ein Gruppe-I-Flachrennen in Großbritannien für 3-jährige Vollblüter. Es wird auf der Rowley Mile in Newmarket über die Distanz von 1 Meile (1609 Meter) ausgetragen. Es findet Ende April oder Anfang Mai statt.
Es wird als erstes der fünf klassischen Pferderennen in Großbritannien im Jahr ausgetragen. Es ist auch das erste Triple-Crown-Rennen im Jahr, danach finden das Derby und das St. Leger statt.

## Geschichte
Das 2000 Guineas, das sowohl für Hengste als auch für Stuten offen ist, wurde erstmals am 18. April 1809 ausgetragen. Fünf Jahre später wurde erstmals das Stutenrennen 1000 Guineas ausgetragen. Beide Rennen wurden vom Jockey Club unter der Leitung von Sir Charles Bunbury etabliert. Bunbury war zuvor an der Gründung des Epsom Derbys beteiligt gewesen. Die Rennen wurden nach ihrem ursprünglichen Preisgeld benannt.
Seit der Mitte 1860er Jahre gilt das 2000 Guineas als eines der prestigeträchtigsten Pferderennen für Dreijährige. Seit dieser Zeit werden die fünf wichtigsten Rennen für Dreijährige als „klassische Rennen“ bezeichnet. Die klassischen Rennen zeichnen sich durch längere Distanzen zum Saisonende hin aus. Dieses Konzept wurde später von vielen anderen Ländern übernommen.
Nachfolger des britischen 2000 Guineas sind unter anderem: Das irische 2000 Guineas, das Mehl-Mülhens-Rennen – German 2000 Guineas in Deutschland, das in Longchamp ausgetragene Poule d’Essai des Poulains, das Premio Parioli im Ippodromo Capannelle, das ungarische Nemzeti Dij, das Australian Thousand Guineas in Melbourne und das japanische Satsuki Shō in Funabashi.
Seit 2001 sind das 2000 Guineas und das 1000 Guineas mit dem gleichen Preisgeld ausgestattet. 2012 betrug bei beiden das Preisgeld 350.000 Pfund. Im Jahr 2014 betrug das Preisgeld 450.000 Pfund, wovon der Sieger 255.195 Pfund erhielt.

## Sieger 2000 Guineas

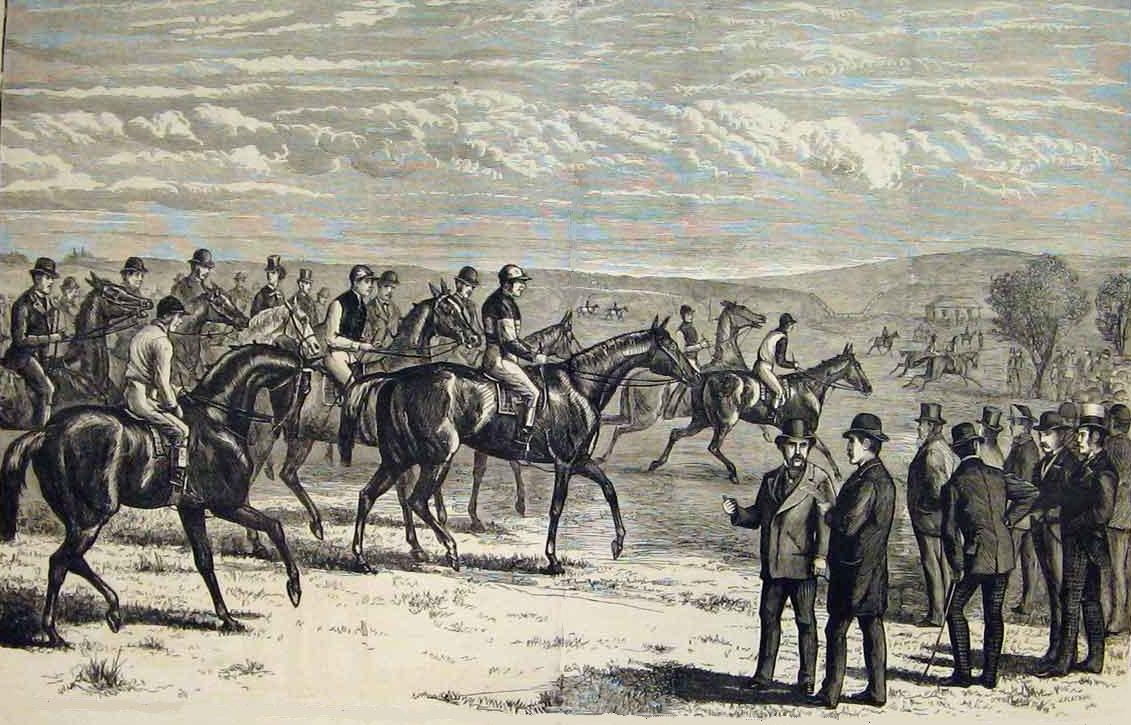
2,000 Guineas 1874

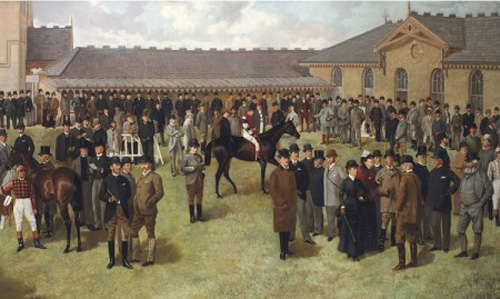
Newmarket am 2000 Guineas-Tag, 1885

| Jahr | Sieger             | Jockey                      | Trainer                         | Besitzer                                    | Zeit    | Bemerkung                                                                                          |
| ---- | ------------------ | --------------------------- | ------------------------------- | ------------------------------------------- | ------- | -------------------------------------------------------------------------------------------------- |
| 1809 | Wizard             | Bill Clift                  | Tom Perren                      | Christopher Wilson                          |         | |
| 1810 | Hephestion         | Francis Buckle              | Robert Robson                   | 2. Earl Grosvenor                           |         | |
| 1811 | Trophonius         | Sam Barnard                 | Dixon Boyce                     | Robert Andrew                               |         | |
| 1812 | Cwrw               | Sam Chifney                 | William Chifney                 | 3. Earl of Darlington                       |         | |
| 1813 | Smolensko          | H. Miller                   | Crouch                          | Sir Charles Bunbury                         |         | |
| 1814 | Olive              | Bill Arnull                 | Dixon Boyce                     | Charles Wyndham                             |         | |
| 1815 | Tigris             | Bill Arnull                 | Dixon Boyce                     | 1. Baron Rous                               |         | |
| 1816 | Nectar             | Bill Arnull                 | Dixon Boyce                     | Lord George Cavendish                       |         | |
| 1817 | Manfred            | Will Wheatley               | Robert Stephenson               | Scott Stonehewer                            |         | |
| 1818 | Interpreter        | Bill Clift                  | Richard Prince                  | 3. Baron Foley                              |         | |
| 1819 | Antar              | Edward Edwards              | James Edwards                   | Sir John Shelley                            |         | |
| 1820 | Pindarrie          | Francis Buckle              | Robert Robson                   | 4. Duke of Grafton                          |         | |
| 1821 | Reginald           | Francis Buckle              | Robert Robson                   | 4. Duke of Grafton                          |         | |
| 1822 | Pastille           | Francis Buckle              | Robert Robson                   | 4. Duke of Grafton                          |         | |
| 1823 | Nicolo             | Will Wheatley               | Joe Rogers                      | Joe Rogers                                  |         | |
| 1824 | Schahriar          | Will Wheatley               |                                 | James Haffenden                             |         | |
| 1825 | Enamel             | Jem Robinson                | Charles Marson                  | 2. Marquess of Exeter                       |         | |
| 1826 | Dervise            | John Barham Day             | Robert Robson                   | 4. Duke of Grafton                          |         | |
| 1827 | Turcoman           | Francis Buckle              | Robert Robson                   | 4. Duke of Grafton                          |         | |
| 1828 | Cadland            | Jem Robinson                | Dixon Boyce                     | 5. Duke of Rutland                          |         | |
| 1829 | Patron             | Frank Boyce                 | Charles Marson                  | 2. Marquess of Exeter                       |         | |
| 1830 | Augustus           | Patrick Conolly             | Charles Marson                  | 2. Marquess of Exeter                       |         | |
| 1831 | Riddlesworth       | Jem Robinson                | James Edwards                   | 5. Earl of Jersey                           |         | |
| 1832 | Archibald          | Arthur Pavis                |                                 | Jonathan Peel                               |         | |
| 1833 | Clearwell          | Jem Robinson                |                                 | 3. Earl of Orford                           |         | |
| 1834 | Glencoe I          | Jem Robinson                | James Edwards                   | 5. Earl of Jersey                           |         | |
| 1835 | Ibrahim            | Jem Robinson                | James Edwards                   | 5. Earl of Jersey                           |         | |
| 1836 | Bay Middleton      | Jem Robinson                | James Edwards                   | 5. Earl of Jersey                           |         | |
| 1837 | Achmet             | Edward Edwards              | James Edwards                   | 5. Earl of Jersey                           |         | |
| 1838 | Grey Momus         | John Barham Day             | John Barham Day                 | Lord George Bentinck                        |         | |
| 1839 | The Corsair        | Bill Wakefield              | John Doe                        | 1. Earl of Lichfield                        |         | |
| 1840 | Crucifix           | John Barham Day             | John Barham Day                 | Lord George Bentinck                        |         | |
| 1841 | Ralph              | John Barham Day             | W. Edwards                      | 4. Earl of Albemarle                        |         | |
| 1842 | Meteor             | William Scott               | John Scott                      | John Bowes                                  |         | |
| 1843 | Cotherstone        | William Scott               | John Scott                      | John Bowes                                  |         | |
| 1844 | The Ugly Buck      | John Day                    | John Barham Day                 | John Barham Day                             |         | |
| 1845 | Idas               | Nat Flatman                 | Robert Boyce, Jr.               | 2. Earl of Stradbroke                       |         | |
| 1846 | Sir Tatton Sykes   | William Scott               | William Oates                   | William Scott                               |         | |
| 1847 | Conyngham          | Jem Robinson                | John Day                        | Sir Robert Pigot                            |         | |
| 1848 | Flatcatcher        | Jem Robinson                | Henry Stebbing                  | B. Green                                    |         | |
| 1849 | Nunnykirk          | Frank Butler                | John Scott                      | Anthony Nichol                              |         | |
| 1850 | Pitsford           | Alfred Day                  | John Day                        | Harry Hill                                  |         | |
| 1851 | Hernandez          | Nat Flatman                 | John Kent, Jr.                  | Viscount Enfield                            |         | |
| 1852 | Stockwell          | John Norman                 | William Harlock                 | 2. Marquess of Exeter                       |         | |
| 1853 | West Australian    | Frank Butler                | John Scott                      | John Bowes                                  |         | Triple-Crown-Gewinner                                                                              |
| 1854 | The Hermit         | Alfred Day                  | John Day                        | John Gully                                  |         | |
| 1855 | Lord of the Isles  | Tom Aldcroft                | William Day                     | James Merry                                 |         | |
| 1856 | Fazzoletto         | Nat Flatman                 | John Scott                      | 14. Earl of Derby                           |         | |
| 1857 | Vedette            | John Osborne, Jr.           | George Abdale                   | 2. Earl of Zetland                          | 1:51.00 | |
| 1858 | Fitz-Roland        | John Wells                  | George Manning                  | Sir Joseph Hawley                           |         | |
| 1859 | The Promised Land  | Alfred Day                  | William Day                     | William Day                                 |         | |
| 1860 | The Wizard         | Tom Ashmall                 | John Scott                      | Anthony Nichol                              |         | |
| 1861 | Diophantus         | Arthur Edwards              | Joseph Dawson                   | 7. Earl of Stamford                         | 1:43.00 | |
| 1862 | The Marquis        | Tom Ashmall                 | John Scott                      | Stanhope Hawke                              |         | |
| 1863 | Macaroni           | Tom Chaloner                | James Godding                   | Richard Naylor                              |         | |
| 1864 | General Peel       | Tom Aldcroft                | Tom Dawson                      | 5. Earl of Glasgow                          | 1:48.50 | |
| 1865 | Gladiateur         | Harry Grimshaw              | Tom Jennings, Sr.               | Frédéric de Lagrange                        |         | Triple-Crown-Gewinner                                                                              |
| 1866 | Lord Lyon          | R. Thomas                   | James Dover                     | Richard Sutton                              |         | Triple-Crown-Gewinner                                                                              |
| 1867 | Vauban             | George Fordham              | John Day                        | 8. Duke of Beaufort                         |         | |
| 1868 | Formosa Moslem     | George Fordham Tom Chaloner | Henry Woolcott Alec Taylor, Sr. | William Graham William Stirling Crawfurd    |         | totes Rennen                                                                                       |
| 1869 | Pretender          | John Osborne, Jr.           | Tom Dawson                      | John Johnstone                              |         | |
| 1870 | Macgregor          | John Daley                  | J. Waugh                        | James Merry                                 |         | |
| 1871 | Bothwell           | John Osborne, Jr.           | Tom Dawson                      | John Johnstone                              |         | |
| 1872 | Prince Charlie     | John Osborne, Jr.           | Joseph Dawson                   | Joseph Dawson                               |         | |
| 1873 | Gang Forward       | Tom Chaloner                | Alec Taylor, Sr.                | William Stirling Crawfurd                   | 1:46.00 | |
| 1874 | Atlantic           | Fred Archer                 | Mathew Dawson                   | 6. Viscount Falmouth                        |         | |
| 1875 | Camballo           | John Osborne, Jr.           | Mathew Dawson                   | Clare Vyner                                 |         | |
| 1876 | Petrarch           | Harry Luke                  | John Dawson, Sr.                | Viscount Dupplin                            |         | |
| 1877 | Chamant            | Jem Goater                  | Tom Jennings, Sr.               | Frédéric de Lagrange                        |         | |
| 1878 | Pilgrimage         | Tom Cannon, Sr.             | Joe Cannon                      | 4. Earl of Lonsdale                         | 1:56.00 | |
| 1879 | Charibert          | Fred Archer                 | Mathew Dawson                   | 6. Viscount Falmouth                        | 1:51.00 | |
| 1880 | Petronel           | George Fordham              | Joe Cannon                      | 8. Duke of Beaufort                         | 1:52.00 | |
| 1881 | Peregrine          | Fred Webb                   | Robert Peck                     | 1. Duke of Westminster                      | 1:49.00 | |
| 1882 | Shotover           | Tom Cannon, Sr.             | John Porter                     | 1. Duke of Westminster                      | 1:53.40 | |
| 1883 | Galliard           | Fred Archer                 | Mathew Dawson                   | 6. Viscount Falmouth                        | 1:50.40 | |
| 1884 | Scot Free          | Billy Platt                 | Tom Chaloner                    | John Foy                                    | 1:48.00 | |
| 1885 | Paradox            | Fred Archer                 | John Porter                     | William Broderick Cloete                    | 1:51.40 | |
| 1886 | Ormonde            | George Barrett              | John Porter                     | 1. Duke of Westminster                      | 1:46.80 | Triple-Crown-Gewinner                                                                              |
| 1887 | Enterprise         | Tom Cannon, Sr.             | James Ryan                      | Douglas Baird                               | 1:45.60 | |
| 1888 | Ayrshire           | John Osborne, Jr.           | George Dawson                   | 6. Duke of Portland                         | 1:52.20 | |
| 1889 | Enthusiast         | Tom Cannon, Sr.             | James Ryan                      | Douglas Baird                               | 1:45.20 | |
| 1890 | Surefoot           | John Liddiard               | Charles Jousiffe                | Archie Merry                                | 1:49.80 | |
| 1891 | Common             | George Barrett              | John Porter                     | Frederick Johnstone                         | 1:47.00 | Triple-Crown-Gewinner                                                                              |
| 1892 | Bona Vista         | Jack Robinson               | William Arthur Jarvis           | Charles Day Rose                            | 1:54.00 | |
| 1893 | Isinglass          | Tommy Loates                | James Jewitt                    | Harry McCalmont                             | 1:42.40 | Triple-Crown-Gewinner                                                                              |
| 1894 | Ladas              | John Watts                  | Mathew Dawson                   | 5. Earl of Rosebery                         | 1:44.20 | |
| 1895 | Kirkconnel         | John Watts                  | Jos Day                         | John Blundell Maple                         | 1:42.40 | |
| 1896 | St. Frusquin       | Tommy Loates                | Alfred Hayhoe                   | Leopold de Rothschild                       | 1:43.60 | |
| 1897 | Galtee More        | Charles Wood                | Sam Darling                     | John Gubbins                                | 1:40.60 | Triple-Crown-Gewinner                                                                              |
| 1898 | Disraeli           | Sam Loates                  | John Dawson, Sr.                | Wallace Johnstone                           | 1:41.80 | |
| 1899 | Flying Fox         | Morny Cannon                | John Porter                     | 1. Duke of Westminster                      | 1:43.00 | Triple-Crown-Gewinner                                                                              |
| 1900 | Diamond Jubilee    | Herbert Jones               | Richard Marsh                   | Albert Edward, Prince of Wales              | 1:41.60 | Triple-Crown-Gewinner                                                                              |
| 1901 | Handicapper        | Bill Halsey                 | Fred Day                        | Sir Ernest Cassel                           | 1:43.00 | |
| 1902 | Sceptre            | Herbert Randall             | Bob Sievier                     | Bob Sievier                                 | 1:39.00 | |
| 1903 | Rock Sand          | Skeets Martin               | George Blackwell                | Sir James Miller                            | 1:42.00 | Triple-Crown-Gewinner                                                                              |
| 1904 | St Amant           | Kempton Cannon              | Alfred Hayhoe                   | Leopold de Rothschild                       | 1:38.80 | |
| 1905 | Vedas              | Herbert Jones               | Jack Robinson                   | West de Wend-Fenton                         | 1:41.20 | |
| 1906 | Gorgos             | Herbert Jones               | Richard Marsh                   | John Arthur James – Coton House             | 1:43.80 | |
| 1907 | Slieve Gallion     | Billy Higgs                 | Sam Darling                     | Henry Greer                                 | 1:41.80 | |
| 1908 | Norman             | Otto Madden                 | John Watson                     | August Belmont Jr.                          | 1:44.60 | |
| 1909 | Minoru             | Herbert Jones               | Richard Marsh                   | Eduard VII.                                 | 1:37.80 | |
| 1910 | Neil Gowl          | Daniel A. Maher             | Percy Peck                      | 5. Earl of Rosebery                         | 1:40.40 | |
| 1911 | Sunstar            | George Stern                | Charles Morton                  | Jack Barnato Joel                           | 1:37.60 | |
| 1912 | Sweeper            | Daniel A. Maher             | Atty Persse                     | Herman B. Duryea                            | 1:38.40 | |
| 1913 | Louvois            | Johnny Reiff                | Dawson Waugh                    | Walter Raphael                              | 1:38.80 | |
| 1914 | Kennymore          | George Stern                | Alec Taylor, Jr.                | Sir John Thursby                            | 1:38.00 | |
| 1915 | Pommern            | Steve Donoghue              | Charles Peck                    | Solly Joel                                  | 1:43.40 | Triple-Crown-Gewinner                                                                              |
| 1916 | Clarissimus        | Jimmy Clark                 | Willie Waugh                    | Evelyn Boscawen, 7. Viscount Falmouth       | 1:39.60 | |
| 1917 | Gay Crusader       | Steve Donoghue              | Alec Taylor, Jr.                | Alfred W. Cox                               | 1:40.80 | Triple-Crown-Gewinner                                                                              |
| 1918 | Gainsborough       | Joe Childs                  | Alec Taylor, Jr.                | Lady James Douglas                          | 1:44.60 | Triple-Crown-Gewinner                                                                              |
| 1919 | The Panther        | Dick Cooper                 | George Manser                   | Sir Alec Black                              | 1:44.40 | |
| 1920 | Tetratema          | Brownie Carslake            | Atty Persse                     | Dermot McCalmont                            | 1:43.20 | |
| 1921 | Craig an Eran      | John Brennan                | Alec Taylor, Jr.                | 2. Viscount Astor                           | 1:41.60 | |
| 1922 | St Louis           | George Archibald            | Peter Gilpin                    | 1. Baron Queenborough                       | 1:43.60 | |
| 1923 | Ellangowan         | Charlie Elliott             | Jack Jarvis                     | 5. Earl of Rosebery                         | 1:37.80 | |
| 1924 | Diophon            | George Hulme                | Dick Dawson                     | Aga Khan III.                               | 1:39.00 | |
| 1925 | Manna              | Steve Donoghue              | Fred Darling                    | Henry Morriss                               | 1:39.40 | |
| 1926 | Colorado           | Tommy Weston                | George Lambton                  | 17. Earl of Derby                           | 1:43.60 | |
| 1927 | Adam’s Apple       | Jack Leach                  | Harry Cottrill                  | Charles Whitburn                            | 1:38.20 | |
| 1928 | Flamingo           | Charlie Elliott             | Jack Jarvis                     | Sir Laurence Philipps                       | 1:38.80 | |
| 1929 | Mr Jinks           | Harry Beasley               | Atty Persse                     | Dermot McCalmont                            | 1:39.80 | |
| 1930 | Diolite            | Freddie Fox                 | Fred Templeman                  | Sir Hugo Hirst                              | 1:42.40 | |
| 1931 | Cameronian         | Joe Childs                  | Fred Darling                    | Arthur Dewar                                | 1:39.40 | |
| 1932 | Orwell             | Bobby Jones                 | Joseph Lawson                   | Washington Singer                           | 1:42.40 | |
| 1933 | Rodosto            | Roger Brethès               | Harry Count                     | Princesse de Lucinge                        | 1:40.40 | |
| 1934 | Colombo            | Rae Johnstone               | Thomas Hogg                     | 1. Baron Glanely                            | 1:40.00 | |
| 1935 | Bahram             | Freddie Fox                 | Frank Butters                   | Aga Khan III.                               | 1:41.40 | Triple-Crown-Gewinner                                                                              |
| 1936 | Pay Up             | Bobby Dick                  | Joseph Lawson                   | 2. Viscount Astor                           | 1:39.60 | |
| 1937 | Le Ksar            | Charles Semblat             | Frank Carter                    | Evremond de Saint-Alary                     | 1:44.60 | |
| 1938 | Pasch              | Gordon Richards             | Fred Darling                    | Henry Morriss                               | 1:38.80 | |
| 1939 | Blue Peter         | Eph Smith                   | Jack Jarvis                     | 6. Earl of Rosebery                         | 1:39.40 | |
| 1940 | Djebel             | Charlie Elliott             | Albert Swann                    | Marcel Boussac                              | 1:42.60 | |
| 1941 | Lambert Simnel     | Charlie Elliott             | Fred Templeman                  | 2. Duke of Westminster                      | 1:42.60 | |
| 1942 | Big Game           | Gordon Richards             | Fred Darling                    | HM King George VI.                          | 1:40.80 | |
| 1943 | Kingsway           | Sam Wragg                   | Joseph Lawson                   | Alfred Saunders                             | 1:37.60 | |
| 1944 | Garden Path        | Harry Wragg                 | Walter Earl                     | 17. Earl of Derby                           | 1:39.60 | |
| 1945 | Court Martial      | Cliff Richards              | Joseph Lawson                   | 2. Viscount Astor                           | 1:40.80 | |
| 1946 | Happy Knight       | Tommy Weston                | Henri Jelliss                   | Sir William Cooke                           | 1:38.20 | |
| 1947 | Tudor Minstrel     | Gordon Richards             | Fred Darling                    | Arthur Dewar                                | 1:37.80 | |
| 1948 | My Babu            | Charles Smirke              | Sam Armstrong                   | Pratap Singh Gaekwad,HH Maharaja of Baroda  | 1:35.80 | |
| 1949 | Nimbus             | Charlie Elliott             | George Colling                  | Marion Glenister                            | 1:38.00 | |
| 1950 | Palestine          | Charles Smirke              | Marcus Marsh                    | Aga Khan III.                               | 1:36.80 | |
| 1951 | Ki Ming            | Scobie Breasley             | Michael Beary                   | Ley On                                      | 1:42.00 | |
| 1952 | Thunderhead        | Roger Poincelet             | Etienne Pollet                  | Eugène Constant                             | 1:42.48 | |
| 1953 | Nearula            | Edgar Britt                 | Charles Elsey                   | William Humble                              | 1:38.26 | |
| 1954 | Darius             | Manny Mercer                | Harry Wragg                     | Sir Percy Loraine                           | 1:39.45 | |
| 1955 | Our Babu           | Doug Smith                  | Geoffrey Brooke                 | David Robinson                              | 1:38.83 | |
| 1956 | Gilles de Retz     | Frank Barlow                | Helen Johnson Houghton          | Anthony Samuel                              | 1:38.76 | offizieller Trainer war Charles Jerdein, da der Jockey Club keine Trainerlizenzen an Frauen vergab |
| 1957 | Crepello           | Lester Piggott              | Noel Murless                    | Sir Victor Sassoon                          | 1:38.24 | |
| 1958 | Pall Mall          | Doug Smith                  | Cecil Boyd-Rochfort             | HM Queen Elizabeth II                       | 1:39.43 | |
| 1959 | Taboun             | George Moore                | Alec Head                       | Aly Khan                                    | 1:42.42 | |
| 1960 | Martial            | Ron Hutchinson              | Paddy Prendergast               | Reginald N. Webster                         | 1:38.33 | |
| 1961 | Rockavon           | Norman Stirk                | George Boyd                     | Thomas Yuill                                | 1:39.46 | |
| 1962 | Privy Councillor   | Bill Rickaby                | Tom Waugh                       | Gerald Glover                               | 1:38.74 | |
| 1963 | Only for Life      | Jimmy Lindley               | Jeremy Tree                     | Monica Sheriffe                             | 1:45.00 | |
| 1964 | Baldric            | Bill Pyers                  | Ernie Fellows                   | Mrs Howell Jackson                          | 1:38.44 | |
| 1965 | Niksar             | Duncan Keith                | Walter Nightingall              | Wilfred Harvey                              | 1:43.31 | |
| 1966 | Kashmir            | Jimmy Lindley               | Mick Bartholomew                | Peter Butler                                | 1:40.68 | |
| 1967 | Royal Palace       | George Moore                | Noel Murless                    | Jim Joel                                    | 1:39.37 | |
| 1968 | Sir Ivor           | Lester Piggott              | Vincent O’Brien                 | Raymond R. Guest                            | 1:39.26 | |
| 1969 | Right Tack         | Geoff Lewis                 | John Sutcliffe, Jr.             | Jim Brown                                   | 1:41.65 | |
| 1970 | Nijinsky           | Lester Piggott              | Vincent O’Brien                 | Charles Engelhard                           | 1:41.54 | Triple-Crown-Gewinner                                                                              |
| 1971 | Brigadier Gerard   | Joe Mercer                  | Dick Hern                       | Jean Hislop                                 | 1:39.20 | |
| 1972 | High Top           | Willie Carson               | Bernard van Cutsem              | Sir Jules Thorn                             | 1:40.82 | |
| 1973 | Mon Fils           | Frankie Durr                | Richard Hannon, Sr.             | Brenda Davis                                | 1:42.97 | |
| 1974 | Nonoalco           | Yves Saint-Martin           | François Boutin                 | María Félix Berger                          | 1:39.58 | |
| 1975 | Bolkonski          | Gianfranco Dettori          | Henry Cecil                     | Carlo d’Alessio                             | 1:39.49 | |
| 1976 | Wollow             | Gianfranco Dettori          | Henry Cecil                     | Carlo d’Alessio                             | 1:38.09 | |
| 1977 | Nebbiolo           | Gabriel Curran              | Kevin Prendergast               | Niels Schibbye                              | 1:38.54 | |
| 1978 | Roland Gardens     | Frankie Durr                | Duncan Sasse                    | John Hayter                                 | 1:47.33 | |
| 1979 | Tap On Wood        | Steve Cauthen               | Barry Hills                     | Tony Shead                                  | 1:43.60 | |
| 1980 | Known Fact         | Willie Carson               | Jeremy Tree                     | Khalid ibn Abdullah                         | 1:40.46 | Nureyev erreichte als erster das Ziel, wegen Einspruchs zurückgestuft.                             |
| 1981 | To-Agori-Mou       | Greville Starkey            | Guy Harwood                     | Andry Muinos                                | 1:41.43 | |
| 1982 | Zino               | Freddy Head                 | François Boutin                 | Gerry Oldham                                | 1:37.13 | |
| 1983 | Lomond             | Pat Eddery                  | Vincent O’Brien                 | Robert Sangster                             | 1:43.87 | |
| 1984 | El Gran Senor      | Pat Eddery                  | Vincent O’Brien                 | Robert Sangster                             | 1:37.41 | |
| 1985 | Shadeed            | Lester Piggott              | Michael Stoute                  | Maktoum Al Maktoum                          | 1:37.41 | |
| 1986 | Dancing Brave      | Greville Starkey            | Guy Harwood                     | Khalid ibn Abdullah                         | 1:40.00 | |
| 1987 | Don’t Forget Me    | Willie Carson               | Richard Hannon, Sr.             | James Horgan                                | 1:36.74 | |
| 1988 | Doyoun             | Walter Swinburn             | Michael Stoute                  | Karim Aga Khan IV.                          | 1:41.73 | |
| 1989 | Nashwan            | Willie Carson               | Dick Hern                       | Hamdan Al Maktoum                           | 1:36.44 | |
| 1990 | Tirol              | Michael Kinane              | Richard Hannon, Sr.             | John Horgan                                 | 1:35.84 | |
| 1991 | Mystiko            | Michael Roberts             | Clive Brittain                  | Lady Beaverbrook                            | 1:37.83 | |
| 1992 | Rodrigo de Triano  | Lester Piggott              | Peter Chapple-Hyam              | Robert Sangster                             | 1:38.37 | |
| 1993 | Zafonic            | Pat Eddery                  | André Fabre                     | Khalid Abdullah                             | 1:35.32 | |
| 1994 | Mister Baileys     | Jason Weaver                | Mark Johnston                   | G. R. Bailey Ltd                            | 1:35.08 | |
| 1995 | Pennekamp          | Thierry Jarnet              | André Fabre                     | Scheich Mohammed                            | 1:35.16 | |
| 1996 | Mark of Esteem     | Frankie Dettori             | Saeed bin Suroor                | Godolphin                                   | 1:37.59 | |
| 1997 | Entrepreneur       | Michael Kinane              | Michael Stoute                  | Michael Tabor / Sue Magnier                 | 1:35.64 | |
| 1998 | King of Kings      | Michael Kinane              | Aidan O’Brien                   | Sue Magnier / Michael Tabor                 | 1:39.25 | |
| 1999 | Island Sands       | Frankie Dettori             | Saeed bin Suroor                | Godolphin Racing                            | 1:37.14 | |
| 2000 | King’s Best        | Kieren Fallon               | Michael Stoute                  | Saeed Suhail                                | 1:37.77 | |
| 2001 | Golan              | Kieren Fallon               | Michael Stoute                  | Lord Weinstock                              | 1:37.48 | |
| 2002 | Rock of Gibraltar  | Johnny Murtagh              | Aidan O’Brien                   | Ferguson / Sue Magnier\|Magnier             | 1:36.50 | |
| 2003 | Refuse to Bend     | Pat Smullen                 | Dermot Weld                     | Moyglare Stud Farm                          | 1:37.98 | |
| 2004 | Haafhd             | Richard Hills               | Barry Hills                     | Hamdan Al Maktoum                           | 1:36.64 | |
| 2005 | Footstepsinthesand | Kieren Fallon               | Aidan O’Brien                   | Michael Tabor / Sue Magnier                 | 1:36.10 | |
| 2006 | George Washington  | Kieren Fallon               | Aidan O’Brien                   | Sue Magnier / Michael Tabor / Derrick Smith | 1:36.86 | |
| 2007 | Cockney Rebel      | Olivier Peslier             | Geoff Huffer                    | Phil Cunningham                             | 1:35.28 | |
| 2008 | Henrythenavigator  | Johnny Murtagh              | Aidan O’Brien                   | Sue Magnier                                 | 1:39.14 | |
| 2009 | Sea the Stars      | Michael Kinane              | John Oxx                        | Christopher Tsui                            | 1:35.88 | |
| 2010 | Makfi              | Christophe Lemaire          | Mikel Delzangles                | Mathieu Offenstadt                          | 1:36.35 | |
| 2011 | Frankel            | Tom Queally                 | Henry Cecil                     | Khalid Abdullah                             | 1:37.30 | |
| 2012 | Camelot            | Joseph O’Brien              | Aidan O’Brien                   | Derrick Smith / Sue Magnier / Michael Tabor | 1:42.46 | |
| 2013 | Dawn Approach      | Kevin Manning               | Jim Bolger                      | Godolphin Racing                            | 1:35.84 | |
| 2014 | Night of Thunder   | Kieren Fallon               | Richard Hannon, Jr.             | Saeed Manana                                | 1:36.61 | |
| 2015 | Gleneagles         | Ryan Moore                  | Aidan O’Brien                   | Derrick Smith / Sue Magnier / Michael Tabor | 1:37.55 | |
| 2016 | Galileo Gold       | Frankie Dettori             | Hugo Palmer                     | Al Shaqab Racing                            | 1:35:91 | |
| 2017 | Churchill          | Ryan Moor                   | Aidan O’Brien                   | Derrick Smith/Sue Magnier/Michael Tabor     | 1:36.61 | |
| 2018 | Saxon Warrior      | Donnacha O’Brien            | Aidan O’Brien                   | Derrick Smith/Sue Magnier/Michael Tabor     | 1:36.55 | |
| 2019 | Magna Grecia       | Donnacha O’Brien            | Aidan O’Brien                   | Derrick Smith/Sue Magnier/Michael Tabor     | 1:36.84 | |
| 2020 | Kameko             | Oisin Murphy                | Andrew Balding                  | Qatar Racing                                | 1:34.72 | Aufgrund der COVID-19-Pandemie wurde das Rennen im Juni gelaufen.                                  |
| 2021 | Poetic Flare       | Kevin Manning               | Jim Bolger                      | Jackie Bolger                               | 1:35.69 | |
| 2022 | Coroebus           | James Doyle                 | Charlie Appleby                 | 1:36.27                                     |         | |
| 2023 | Chaldean           | Frankie Dettori             | Andrew Balding                  | Juddmonte                                   | 1:41.64 | |